# Булгакова Олена Станіславівна
Олена Станіславівна Булгакова (Габишева) (рос. Елена Станиславовна Булгакова (Габышева), 8 червня 1961, Чита — 18 січня 2014) — майстер спорту СРСР з волейболу. З 1978 по 1996 виступала в складі команди «Забайкалка» (Чита), з 1983 року була її капітаном.

## Життєпис
1982 року закінчила факультет фізичної культури ЧГПІ ім. М. Г. Чернишевського. За високі спортивні результати була занесена в Читі на дошку пошани «Ордену жовтневої революції».
З 1978 по 1996 роки Олена Булгакова виступала в складі «Забайкалки» (Чита), з 1983 року була капітаном команди. Їздила на збори у складі молодіжної команди СРСР з волейболу. У 1996—1998 рр. грала в суперлізі у складі команди «МЕТАР» (Челябінськ). Потім стала займатися тренерською діяльністю. Працювала в Челябінську, Іркутську, Санкт-Петербурзі. Останнім місцем роботи була петербурзька команда вищої ліги «Б» «Екран».
Померла 18 січня 2014 року.